# Ву Цисју
Ву Јун (умро 484. п. н. е.), познатији по свом стилском имену Цисју, био је генерал и политичар краљевства Ву током Периода Пролећа и Јесени (722—481. п. н. е.).
Најпознатији је историјска личност с презименом породице Ву. Све гране клана Ву тврде да је он био њихов први предак.

## Класични извори
Историјски записи о Вуу се налазе у познатим кинеским класицима: Записи великог историчара (史記; Шиџи) Сима Ћена, Уметност ратовања Сун Цуа и Анали Лу Бувеија . Такође се помиње у Гулианг Џуану и Гонгијанг Џуану . Записи се разликују, показујући значајан утицај традиције на његову историјску личност.

## Живот

### Рани живот
Ву Цисју је био други син Ву Шеа, великог учитеља престолонаследника Ђена државе Чу . Године 522. п. н. е, Феи Вуђи, корумпирани службеник је послат у Ћин да одабере невесту за принца. Краљ Пинг од Чуа прихватио је принцезу из државе Ћин као невесту за свог сина, али је одлучио да је задржи за себе након што је видео њену лепоту. Феи Вуђи, пошто је стекао наклоност краља, убедио је краља Пинга да ће Ву Ше и сам престолонаследник покренути побуну због невестиног порекла и убедио је краља да погуби Ву Шеа. Пре своје смрти, Ву Ше је био приморан да пошаље писмо својим синовима, Ву Шангу 伍尚) и Ву Цисјуу, у којем их је замолио да му се придруже у престоници. Иако су обојица схватили да је ово замка, Ву Шанг је одлучио да оде у престоницу и умре са својим оцем. Ву Цисју, обећавши освету, побегао је у државу Ву .

### Бег
Ву Цисју заједно са сином принца Ђјена, принцом Шенгом, се надао да ће побећи у државу Ву . Ву Зиксу је, међутим, био тражен човек. Њега и младог принца су непрестано тражили војници. Краљ Пинг је такође наредио веома да се државне границе строго контролишу како би се ухватио Ву Цисју. Док је Ву Цисју прилазио Џаогуану (昭关), последња границе до државе Ву, затражио је помоћ лекара Донггао Гонга (东皋公), који га је препознао као Ву Шеиног сина. Донггао Гонг је дубоко саосећао се Ву Цисјуовим положајем и понудио је да му помогне да побегне преко границе.
Према легенди, Донггао Гонг је недељу дана сакривао Ву Цисјуа у свом дому. Под огромним стресом, Ву Цисјуова коса је потпуно побелела а лице му је знатно остарило. Промена је била прикривени благослов јер му је промењени изглед помогао да побегне и упути се у државу Ву .

### Кампања против државе Чу
Главно 
У држави Ву, Ву Цисју је постао поуздани саветник принца Гуанга и помогао му је приликом убиства ујака  (или рођака, према Записима Великог историчара ) краља Лиаоа од Вуа .Принц Гуанг је дошао на трон и постао познат као краљ Хелу од Вуа.
Године 506.п.н.е, за време владавине краља Џаоа од Чуа, краљ Хелу је одлучио да освоји државу Чу. Краљ је лично предводио војску међу којом су били и његов млађи брат Фугаи, Ву Цисју као и Сун Цу, аутор Уметности ратовања . Иако је Чуева војска била моћна,предводили су је Нанг Ва и Шен Јиншу, она је ипак претрпела тежак пораз у бици код Бођуа . Краљ Џао од Чуа је побегао у Суи а Вуова војска је заузела Јинг, Чуову престоницу. Након што је ушао у Јинг, Ву Цисју је ископао леш краља Пинга и задао му 300 удараца бичем како би искалио свој бес.
</ref>
Победа војске је довела до успона Ву Цисјуа до Војводе од Шена и добио је име Шенсју.

### Смрт
Бо Пи, чији је деда такође неправедно убијен у Чуу, стигао је у државу Ву . Упркос упозорењима о личности и нарави Бо Пија, Ву Цисју га је предложио краљу Вуа, који је Бо Пија поставио као министра.
Након смрти краља Хелуа, Ву Цисју није придобио поверење краља Фучаија, новог валдара Вуа . Ву Цисју је предвидео могућност дигорочне опасности коју би могао да проузрокује краљ Гоуђјен од Јуа и због тога је  саветовао краља да освоји ту државу. Краљ је, међутим, уместо тога послушао Бо Пија, којег је држава Јуе подмитила. Забринут за безбедност краљевства, Ву Цисју је молио краља да предузме нешто против државе Јуе, али су његове молбе негиране. Краљ је Ву Цисјуу дао мач и наредио му да изврши самоубиство уз под објашњењем да његово понашање представља диверзију.  Пре него што је извршио самоубиство, Ву Цисју је замолио краља Фучаија да му извади очи након његове смрти и окачи их на градску капију како би могао да гледа како Вујева војска заузима престоницу Јуе.
Десет година након смрти Ву Цисјуа, како је Ву Цисју и предвидео, краљ Гоуђјен од Јуеа је освојио државу Ву . Суочен са пропашћу своје државе, краљ Фучаи је извршио самоубиство. Зажелео је што  није послушао савет Ву Цисјуа и прекрио је лице док је умирао јер није могао да се суочи са Вуом у загробном животу.

## Наслеђе
Ву Цисју је обожаван у источној Кини као Таошен, „Бог таласа“. Дуго је сматран богом таласа плиме  реке Ћјентанг у близини Хангџоуа  и дан данас је обожаван, поготово га обожавају тајвански таоисти као једног од пет краљева воде Бесмртних . Помогавши краљу Хелуу у планирању данашњег Суџоуа  (тада познатијег као "град Хелу"), Ву је понекад записан као хероја културе који је одговоран за настанак воденог точка .

### Дупли пети фестивал
Неки Кинези верују да је Фестивал змајевих чамаца (Дупли пети фестивал слави пети дан петог лунарног месеца ) обично повезан са самоубиством песника Ћи Јуена (278. п. н. е.) првобитно посвећен смрти Ву Цисјуа (484. п. н. е.), чије је тело бачено у реку након његовог самоубиства. Међутим, ту су бројне опомене. Пре свега, обожавање Ву Цисјуа као божанства воде може се једино видети у периоду до времена владавине династије Хан (202.г. пре нове ере – 220. г.н.е).   Штаи  шеку ткВу Цисјуа као бога воде у и и ервладанев Хиа н није директно повезан са кама а змајевих чамац а (то јест, цитирани докази о кул Ву у Цисаку не помињурке змајевих чамаца а нити тркна рекамаа ), ио к у уско повезанс са такмичењем у чамц коментатор 6.в. их је записао на календару фестивалака, према једном научнику. Забележеновано је да су једрилице носиле ритуалне плесаче да би умирЦисјуев дов дух.

### Конфуцијанска анализа
Паралелни животи Ву Цисјуа и Ћу Јуена су забележени, нису само тек тако бачени у воду, већ су били „конфучијански мученици“.  Обе смрти су резултат њихове неодлучности као министара који су свом краљу давали упозорења. Док су обојицу подржавали „познаваоци конфучијанства“, чини се да је Цисју био омиљенији од њих двојице конфучијанских умова, иако је касније Ћу Јуен касније постао популарнији и потиснуо Цисјуа као водено божанство. 
Прича о Ву Цисјуу је истакнута у Сима Ћјеновим Записима великог историчара, где се користи као фолија ауторовог сопственог избора да прихвати кастрацију зарад већег циља уместо да изабере часно самоубиство .

### Дела и споменици
Пекиншке и друге кинеске опере садрже неколико  прича заснованих на животу Ву Цисјуа, међу којима је и Вен Џаогуан (文昭关).
Споменик саграћен у част Ву Цисјуа је недавно саграћен у Суџоуу.